# Куяновське сільське поселення
Куя́новське сільське поселення (рос. Куяновское сельское поселение) — сільське поселення у складі Первомайського району Томської області Росії.
Адміністративний центр — село Куяново.
Населення сільського поселення становить 1309 осіб (2019; 1545 у 2010, 1963 у 2002).

## Склад
До складу сільського поселення входять:
| Населений пункт        | Населення, осіб (2002) | Населення, осіб (2010) |
| ---------------------- | ---------------------- | ---------------------- |
| Березовка, присілок    | 586                    | 435                    |
| Городок, село          | 71                     | 32                     |
| Калмаки, присілок      | 283                    | 264                    |
| Кульдорськ, присілок   | 32                     | 9                      |
| Куяново, село          | 520                    | 446                    |
| Ліллієнгофка, присілок | 54                     | 29                     |
| Малиновка, присілок    | 162                    | 135                    |
| Уйданово, присілок     | 255                    | 195                    |